# MBC MOVIES배 10차 MSL 서바이버리그

## 리그기간
- 2006년 12월 5일 ~ 2007년 2월 13일

## 특이사항
- 서바이버 토너먼트로 명칭 변경으로 사실상 마지막 서바이버리그

## 진출자
- 오프라인 예선전 : 2006년 11월 14일

| 1조    | 2조    | 3조    | 4조    | 5조    | 6조    | 7조    | 8조    | 9조    | 10조   | 11조   | 12조   |
| ------ | ------ | ------ | ------ | ------ | ------ | ------ | ------ | ------ | ------ | ------ | ------ |
| 권수현 | 송호영 | 박문기 | 주영달 | 강구열 | 오영종 | 박성준 | 설현호 | 임원기 | 김성기 | 김윤환 | 변길섭 |
| 13조   | 14조   | 15조   | 16조   | 17조   | 18조   | 19조   | 20조   | 21조   | 22조   | 23조   | 24조   |
| 허영무 | 임동혁 | 송병구 | 장육   | 신희승 | 박정석 | 최가람 | 박찬수 | 이재황 | 이성은 | 이주영 | 구성훈 |

## 1Round
- 일정 : 2006년 12월 5일 ~ 2007년 1월 9일

| 조  | 1경기  | 1경기   | 2경기  | 2경기  | 승자전 | 승자전 | 패자전 | 패자전 | 최종전 | 최종전 |
| A조 | 박명수 | 강구열  | 박정석 | 주영달 | 강구열 | 주영달 | 박명수 | 박정석 | 주영달 | 박정석 |
| B조 | 이윤열 | 설현호  | 장육   | 구성훈 | 설현호 | 구성훈 | 이윤열 | 장육   | 설현호 | 이윤열 |
| C조 | 박용욱 | 신희승  | 최가람 | 변길섭 | 신희승 | 최가람 | 박용욱 | 변길섭 | 신희승 | 변길섭 |
| D조 | 이병민 | 임원기  | 이주영 | 이성은 | 이병민 | 이주영 | 임원기 | 이성은 | 이병민 | 임원기 |
| E조 | 임동혁 | 임요환1 | 송병구 | 권수현 | 임동혁 | 권수현 | -      | 송병구 | 임동혁 | 송병구 |
| F조 | 조용호 | 허영무  | 박찬수 | 김성기 | 허영무 | 김성기 | 조용호 | 박찬수 | 김성기 | 박찬수 |
| G조 | 박대만 | 박문기  | 박성준 | 김윤환 | 박대만 | 박성준 | 박문기 | 김윤환 | 박대만 | 박문기 |
| H조 | 김민구 | 송호영  | 오영종 | 이재황 | 송호영 | 오영종 | 김민구 | 이재황 | 송호영 | 김민구 |

1. 임요환이 기권하여, 임동혁은 승자전에 진출하고, 패자전의 상대는 송병구지만, 자동으로 최종전에 진출한다.

### MSL 진출전
- 일정 : 2007년 1월 15일, 2007년 1월 16일

| 조    | MSL 진출전1 | MSL 진출전1 | MSL 진출전1 | MSL 진출전1 | MSL 진출전2 | MSL 진출전2 | MSL 진출전2 | MSL 진출전2 |
| 1회차 | 강구열      | 2           | 구성훈      | 0           | 최가람      | 1           | 이주영      | 2           |
| 2회차 | 권수현      | 0           | 허영무      | 2           | 박성준      | 2           | 오영종      | 1           |

## 2Round
- 플레이오프 : 2007년 1월 22일 ~ 2007년 1월 30일
- 결승전 : 2007년 2월 5일 ~ 2007년 2월 13일

| 2R  | 플레이오프 | 플레이오프 | 플레이오프 | 플레이오프 | 결승전 | 결승전 | 결승전 | 결승전 |
| A조 | 이제동     | 2          | 주영달     | 1          | 이제동 | 0      | 윤용태 | 2      |
| B조 | 최가람     | 0          | 이윤열     | 2          | 심소명 | 0      | 이윤열 | 2      |
| C조 | 김세현     | 1          | 신희승     | 2          | 고인규 | 2      | 신희승 | 0      |
| D조 | 구성훈     | 1          | 이병민     | 2          | 서지훈 | 0      | 이병민 | 2      |
| E조 | 변형태     | 0          | 임동혁     | 2          | 박영민 | 2      | 임동혁 | 0      |
| F조 | 오영종     | 1          | 김성기     | 2          | 원종서 | 2      | 김성기 | 1      |
| G조 | 변은종     | 2          | 박문기     | 1          | 박지호 | 0      | 변은종 | 2      |
| H조 | 권수현     | 0          | 김민구     | 2          | 이재호 | 2      | 김민구 | 1      |

## MSL 진출자 및 차기 시드권자 목록
- 테란 : 강구열*, 이윤열, 고인규, 이병민, 원종서, 이재호
- 저그 : 박성준*, 이주영*, 변은종
- 프로토스 : 허영무*, 윤용태, 박영민

(*는 MSL 진출전 승자이다.)
- 테란 : 신희승, 서지훈, 김성기
- 저그 : 이제동, 심소명, 임동혁, 김민구
- 프로토스 : 박지호